# Antheraea inversa
Antheraea inversa är en fjärilsart som beskrevs av Tutt 1906. Antheraea inversa ingår i släktet Antheraea och familjen påfågelsspinnare. Inga underarter finns listade i Catalogue of Life.